# Восново (Бежецкий район)
Восново — село в Бежецком районе Тверской области. Входит в состав Житищенского сельского поселения.

## География
Село находится в 7 км на северо-запад от центра поселения деревни Житищи и в 46 км на юг от районного центра Бежецка.

## История
В 1754 году в селе была построена деревянная Никольская церковь с 3 престолами.
В конце XIX — начале XX века село входило в состав Моркино-Горской волости Бежецкого уезда Тверской губернии. 
С 1929 года село входило в состав Житищенского сельсовета Бежецкого района Бежецкого округа Московской области, с 1935 года — в составе Теблешского района Калининской области, с 1956 года — в составе Бежецкого района, с 2005 года — в составе Житищенского сельского поселения.

## Население
| 1859 | 1989 | 2008 | 2010 |
| ---- | ---- | ---- | ---- |
| 65   | ↘62  | ↘5   | ↘1   |

## Достопримечательности
В селе расположена полуразрушенная деревянная Церковь Николая Чудотворца (1754).